# Shimmy
Shimmy è un singolo del rapper statunitense Lil Wayne, pubblicato il 28 luglio 2020 come secondo estratto dal tredicesimo album in studio Funeral.

## Descrizione
Prima traccia dell'edizione deluxe del disco, Shimmy, che vede la partecipazione della rapper statunitense Doja Cat, è stato scritto dai due interpreti con Aleicia Nicole, Donny Flores, Kandace Ferrel, Robert Diggs, Russell Jones, Simon David Plummer e Theron Thomas, Brandon Hamlin, Łukasz Gottwald, Ryan Ogren, e prodotto da questi ultimi tre.

## Formazione
Musicisti
- Lil Wayne – voce
- Doja Cat – voce aggiuntiva
- Łukasz Gottwald – programmazione

Produzione
- Brandon "B Ham" Hamlin – produzione
- Loctor Duke – produzione
- Ryan OG – produzione
- Kalani Thompson – ingegneria del suono
- Manny Galvez – ingegneria del suono
- Matthew Testa – ingegneria del suono
- Tyler Sheppard – ingegneria del suono
- Colin Leonard – mastering
- Fabian Marasciullo – missaggio
- Thomas McLaren – assistenza al missaggio
- Jason Delattiboudere – assistenza alla registrazione
- Pat Thrall – editing vocale